# Giovanni Tubino
Giovanni Battista Tubino (ur. 22 sierpnia 1900 w Sampierdarena w Genui, zm. 27 grudnia 1989 w Genui) – włoski gimnastyk, medalista olimpijski.
W 1920 r. reprezentował barwy Zjednoczonego Królestwa Włoch na letnich igrzyskach olimpijskich w Antwerpii, zdobywając złoty medal w wieloboju drużynowym. 